# CONCACAF Nations League 2019–21/Liga A
Die Liga A der CONCACAF Nations League 2019–21 (geplant als 2019/20) war die erste Austragung der höchsten Division innerhalb dieses Wettbewerbs. Sie begann am 5. September 2019 mit den ersten und endete am 19. November 2019 mit den letzten Gruppenspielen.
In der Liga A spielten 12 Mannschaften in vier Dreiergruppen. Die vier Gruppensieger Costa Rica, Honduras, Mexiko sowie die USA qualifizierten sich für die Endrunde, die vom 3. bis zum 6. Juni 2021 in den Vereinigten Staaten ausgetragen wurde. Sieger wurde die Mannschaft der USA. Die vier Gruppenletzten Bermuda, Haiti, Kuba sowie Trinidad und Tobago stiegen für die nächste Austragung in die Liga B ab.

## Gruppe 1
| Pl. | Land               | Sp. | S | U | N | Tore    | Diff. | Punkte |
| --- | ------------------ | --- | - | - | - | ------- | ----- | ------ |
| 1.  | Vereinigte Staaten | 4   | 3 | 0 | 1 | 015:300 | +12   | 09     |
| 2.  | Kanada             | 4   | 3 | 0 | 1 | 010:400 | +6    | 09     |
| 3.  | Kuba               | 4   | 0 | 0 | 4 | 000:180 | −18   | 0      |

### Kanada – Kuba 6:0 (2:0)
| Kanada                                                                                | Kanada | Kuba | Kuba |
| ------------------------------------------------------------------------------------- | --- | --- | ---- |
| Kanada                                                                                | \| 1. Spieltag \| \| 7. September 2019 um 20:00 Uhr (8. September um 2:00 Uhr MESZ) in Toronto (BMO Field) \| \| Schiedsrichter: Fernando Hernández ( Mexiko) \| \| Spielbericht \|                                                                                           | \| 1. Spieltag \| \| 7. September 2019 um 20:00 Uhr (8. September um 2:00 Uhr MESZ) in Toronto (BMO Field) \| \| Schiedsrichter: Fernando Hernández ( Mexiko) \| \| Spielbericht \|                                                                                              | Kuba |
| Kanada                                                                                | Milan Borjan – Derek Cornelius, Kamal Miller (62. Liam Millar), Doneil Henry (68. Steven Vitória), Richie Laryea, Mark-Anthony Kaye – Samuel Piette, Alphonso Davies, Jonathan Osorio – Junior Hoilett , Jonathan David (63. Cyle Larin) Cheftrainer: John Herdman ( England) | Sandy Sánchez – Erick Rizo, Karel Espino (81. Aníbal Álvarez), Yosel Piedra, Dariel Morejón – Alejandro Portal, Andy Baquero (79. Randys Revé), Arichel Hernández, Yordan Santa Cruz , Jean Carlos Rodríguez (54. Lázaro Monzón) – Maikel Reyes Cheftrainer: Pablo Elier Sánchez | Kuba |
| Kanada                                                                                | 1:0 Hoilett (13.) 2:0 David (22.) 3:0 Hoilett (50.) 4:0 Osorio (52.) 5:0 Henry (65.) 6:0 Hoilett (82.) | | Kuba |
| Kanada                                                                                | Portal (29.), Piedra (32.) | | Kuba |
| 1. Spieltag                                                                           | | |      |
| 7. September 2019 um 20:00 Uhr (8. September um 2:00 Uhr MESZ) in Toronto (BMO Field) | | |      |
| Schiedsrichter: Fernando Hernández ( Mexiko)                                          | | |      |
| Spielbericht                                                                          | | |      |

### Kuba – Kanada 0:1 (0:1)
| Kuba | Kuba | Kanada | Kanada |
| --- | --- | --- | ------ |
| Kuba | \| 2. Spieltag \| \| 10. September 2019 um 18:15 Uhr (11. September um 1:15 Uhr MESZ) in George Town (Truman Bodden Sports Complex) \| \| Schiedsrichter: Mario Escobar ( Guatemala) \| \| Spielbericht \|                                                            | \| 2. Spieltag \| \| 10. September 2019 um 18:15 Uhr (11. September um 1:15 Uhr MESZ) in George Town (Truman Bodden Sports Complex) \| \| Schiedsrichter: Mario Escobar ( Guatemala) \| \| Spielbericht \|                                                                     | Kanada |
| Kuba | Nelson Johnston – Yosel Piedra, Dariel Morejón (72. Darío Ramos), Erick Rizo, Karel Espino – Rolando Abreu, Arichel Hernández , Jean Carlos Rodríguez (82. José Armelo), Randys Revé (79. Lázaro Monzón) – Manuel Cruz, Maikel Reyes Cheftrainer: Pablo Elier Sánchez | Milan Borjan – Richie Laryea, Doneil Henry, Steven Vitória, Sam Adekugbe – Jonathan David, Mark-Anthony Kaye, Will Johnson, David Wotherspoon (52. Jonathan Osorio), Alphonso Davies (79. Liam Millar) – Cyle Larin (61. Derek Cornelius) Cheftrainer: John Herdman ( England) | Kanada |
| Kuba | 0:1 Davies (9.) | | Kanada |
| Kuba | Espino (25.) | Henry (31.) | Kanada |
| Kuba | Henry (55.) | | Kanada |
| 2. Spieltag | | |        |
| 10. September 2019 um 18:15 Uhr (11. September um 1:15 Uhr MESZ) in George Town (Truman Bodden Sports Complex) | | |        |
| Schiedsrichter: Mario Escobar ( Guatemala)                                                                     | | |        |
| Spielbericht                                                                                                   | | |        |

### Vereinigte Staaten – Kuba 7:0 (6:0)
| Vereinigte Staaten                                                                            | Vereinigte Staaten | Kuba | Kuba |
| --------------------------------------------------------------------------------------------- | --- | --- | ---- |
| Vereinigte Staaten                                                                            | \| 3. Spieltag \| \| 11. Oktober 2019 um 19:00 Uhr (12. Oktober um 1:00 Uhr MESZ) in Washington, D.C. (Audi Field) \| \| Schiedsrichter: José Torres ( Puerto Rico) \| \| Spielbericht \|                                                                      | \| 3. Spieltag \| \| 11. Oktober 2019 um 19:00 Uhr (12. Oktober um 1:00 Uhr MESZ) in Washington, D.C. (Audi Field) \| \| Schiedsrichter: José Torres ( Puerto Rico) \| \| Spielbericht \|                                                                           | Kuba |
| Vereinigte Staaten                                                                            | Brad Guzan – Reggie Cannon, Matt Miazga, Tim Ream, Daniel Lovitz – Weston McKennie (46. Paul Arriola), Jackson Yueill – Christian Pulisic (68. Sebastian Lletget), Cristian Roldan, Jordan Morris (46. Tyler Boyd) – Josh Sargent Cheftrainer: Gregg Berhalter | Nelson Johnston – Dariel Morejón, Darío Ramos, Erick Rizo, Manuel Cruz (46. José Armelo) – Jean Carlos Rodríguez, Arichel Hernández , Karel Espino, Rolando Abreu (59. Randys Revé) – Luis Paradela (83. José Pérez), Maikel Reyes Cheftrainer: Pablo Elier Sánchez | Kuba |
| Vereinigte Staaten                                                                            | 1:0 McKennie (1.) 2:0 McKennie (5.) 3:0 Morris (9.) 4:0 McKennie (13.) 5:0 Ramos (37., Eigentor) 6:0 Sargent (40.) 7:0 Pulisic (62., Elfmeter) | | Kuba |
| Vereinigte Staaten                                                                            | Ramos (49.), Rizo (79.) | | Kuba |
| 3. Spieltag                                                                                   | | |      |
| 11. Oktober 2019 um 19:00 Uhr (12. Oktober um 1:00 Uhr MESZ) in Washington, D.C. (Audi Field) | | |      |
| Schiedsrichter: José Torres ( Puerto Rico)                                                    | | |      |
| Spielbericht                                                                                  | | |      |

### Kanada – Vereinigte Staaten 2:0 (0:0)
| Kanada                                                                              | Kanada | Vereinigte Staaten | Vereinigte Staaten |
| ----------------------------------------------------------------------------------- | --- | --- | ------------------ |
| Kanada                                                                              | \| 4. Spieltag \| \| 15. Oktober 2019 um 19:30 Uhr (16. Oktober um 1:30 Uhr MESZ) in Toronto (BMO Field) \| \| Schiedsrichter: Daneon Parchment ( Jamaika) \| \| Spielbericht \|                                                                                                   | \| 4. Spieltag \| \| 15. Oktober 2019 um 19:30 Uhr (16. Oktober um 1:30 Uhr MESZ) in Toronto (BMO Field) \| \| Schiedsrichter: Daneon Parchment ( Jamaika) \| \| Spielbericht \|                                                                            | Vereinigte Staaten |
| Kanada                                                                              | Milan Borjan – Richie Laryea, Steven Vitória, Derek Cornelius, Kamal Miller – Mark-Anthony Kaye (9. Liam Fraser), Scott Arfield , Samuel Piette, Jonathan Osorio – Alphonso Davies (66. Junior Hoilett), Jonathan David (66. Lucas Cavallini) Cheftrainer: John Herdman ( England) | Zack Steffen – DeAndre Yedlin (73. Nick Lima), Aaron Long, Tim Ream , Daniel Lovitz – Jordan Morris, Michael Bradley, Cristian Roldan (73. Gyasi Zardes) – Josh Sargent, Weston McKennie, Christian Pulisic (60. Paul Arriola) Cheftrainer: Gregg Berhalter | Vereinigte Staaten |
| Kanada                                                                              | 1:0 Davies (63.) 2:0 Cavallini (90.+1') | | Vereinigte Staaten |
| Kanada                                                                              | Fraser (24.), Piette (74.), Cavallini (77.) | McKennie (33.), Sargent (84.) | Vereinigte Staaten |
| 4. Spieltag                                                                         | | |                    |
| 15. Oktober 2019 um 19:30 Uhr (16. Oktober um 1:30 Uhr MESZ) in Toronto (BMO Field) | | |                    |
| Schiedsrichter: Daneon Parchment ( Jamaika)                                         | | |                    |
| Spielbericht                                                                        | | |                    |

### Vereinigte Staaten – Kanada 4:1 (3:0)
| Vereinigte Staaten                                                                          | Vereinigte Staaten | Kanada | Kanada |
| ------------------------------------------------------------------------------------------- | --- | --- | ------ |
| Vereinigte Staaten                                                                          | \| 5. Spieltag \| \| 15. November 2019 um 19:00 Uhr (16. November um 1:00 Uhr MEZ) in Orlando (Exploria Stadium) \| \| Schiedsrichter: César Arturo Ramos ( Mexiko) \| \| Spielbericht \|                                                                  | \| 5. Spieltag \| \| 15. November 2019 um 19:00 Uhr (16. November um 1:00 Uhr MEZ) in Orlando (Exploria Stadium) \| \| Schiedsrichter: César Arturo Ramos ( Mexiko) \| \| Spielbericht \|                                                                                                 | Kanada |
| Vereinigte Staaten                                                                          | Brad Guzan – Sergiño Dest (90.+2' Tyler Boyd), Aaron Long, John Brooks, Tim Ream – Weston McKennie, Jackson Yueill, Sebastian Lletget (69. Alfredo Morales) – Paul Arriola, Jordan Morris (86. DeAndre Yedlin) – Gyasi Zardes Cheftrainer: Gregg Berhalter | Milan Borjan – Mark-Anthony Kaye (62. Stephen Eustáquio), Richie Laryea, Steven Vitória, Doneil Henry (48. Derek Cornelius) – Jonathan Osorio, Samuel Piette, Scott Arfield , Alphonso Davies – Jonathan David, Lucas Cavallini (61. Junior Hoilett) Cheftrainer: John Herdman ( England) | Kanada |
| Vereinigte Staaten                                                                          | 1:0 Morris (2.) 2:0 Zardes (23.) 3:0 Long (34.) 4:1 Zardes (89.) | 3:1 Vitória (72.) | Kanada |
| Vereinigte Staaten                                                                          | Cavallini (9.), Borjan (45.), Hoilett (67.) | | Kanada |
| 5. Spieltag                                                                                 | | |        |
| 15. November 2019 um 19:00 Uhr (16. November um 1:00 Uhr MEZ) in Orlando (Exploria Stadium) | | |        |
| Schiedsrichter: César Arturo Ramos ( Mexiko)                                                | | |        |
| Spielbericht                                                                                | | |        |

### Kuba – Vereinigte Staaten 0:4 (0:3)
| Kuba | Kuba | Vereinigte Staaten | Vereinigte Staaten |
| --- | --- | --- | ------------------ |
| Kuba | \| 6. Spieltag \| \| 19. November 2019 um 19:30 Uhr (20. November um 1:30 Uhr MEZ) in George Town (Truman Bodden Sports Complex) \| \| Schiedsrichter: John Pitti ( Panama) \| \| Spielbericht \|                                               | \| 6. Spieltag \| \| 19. November 2019 um 19:30 Uhr (20. November um 1:30 Uhr MEZ) in George Town (Truman Bodden Sports Complex) \| \| Schiedsrichter: John Pitti ( Panama) \| \| Spielbericht \|                                                         | Vereinigte Staaten |
| Kuba | Sandy Sánchez – Dariel Morejón, Erick Rizo, Darío Ramos, José Armelo (60. José Pérez) – Jean Carlos Rodríguez, Arichel Hernández , Karel Espino, Rolando Abreu (83. Randys Revé) – Luis Paradela, Maikel Reyes Cheftrainer: Pablo Elier Sánchez | Brad Guzan – DeAndre Yedlin (59. Reggie Cannon), Aaron Long, Tim Ream , Daniel Lovitz – Jackson Yueill, Weston McKennie (69. Alfredo Morales) – Paul Arriola, Cristian Roldan, Jordan Morris (46. Tyler Boyd) – Josh Sargent Cheftrainer: Gregg Berhalter | Vereinigte Staaten |
| Kuba | 0:1 Sargent (1.) 0:2 Morris (26.) 0:3 Morris (39.) 0:4 Sargent (66.) | | Vereinigte Staaten |
| Kuba | Morejón (34.) | | Vereinigte Staaten |
| 6. Spieltag                                                                                                 | | |                    |
| 19. November 2019 um 19:30 Uhr (20. November um 1:30 Uhr MEZ) in George Town (Truman Bodden Sports Complex) | | |                    |
| Schiedsrichter: John Pitti ( Panama)                                                                        | | |                    |
| Spielbericht                                                                                                | | |                    |

## Gruppe 2
| Pl. | Land    | Sp. | S | U | N | Tore    | Diff. | Punkte |
| --- | ------- | --- | - | - | - | ------- | ----- | ------ |
| 1.  | Mexiko  | 4   | 4 | 0 | 0 | 013:300 | +10   | 12     |
| 2.  | Panama  | 4   | 1 | 0 | 3 | 005:900 | −4    | 03     |
| 3.  | Bermuda | 4   | 1 | 0 | 3 | 005:110 | −6    | 03     |

### Bermuda – Panama 1:4 (1:2)
| Bermuda                                                                                               | Bermuda | Panama | Panama |
| --- | --- | --- | ------ |
| Bermuda                                                                                               | \| 1. Spieltag \| \| 5. September 2019 um 19:00 Uhr (6. September um 0:00 Uhr MESZ) in Hamilton (Bermuda National Stadium) \| \| Schiedsrichter: Raúl Castro ( Honduras) \| \| Spielbericht \|                                                                  | \| 1. Spieltag \| \| 5. September 2019 um 19:00 Uhr (6. September um 0:00 Uhr MESZ) in Hamilton (Bermuda National Stadium) \| \| Schiedsrichter: Raúl Castro ( Honduras) \| \| Spielbericht \| | Panama |
| Bermuda                                                                                               | Dale Eve – Calon Minors (75. Oliver Harvey), Jaylon Bather, Dante Leverock , Lejaun Simmons (68. Milan Butterfield) – Donte Brangman, Zeiko Lewis – Willie Clemons (90. Justin Donawa), Osagi Bascome, Reggie Lambe – Nahki Wells Cheftrainer: Kyle Lightbourne | José Calderón – Hárold Cummings, Fidel Escobar, Adolfo Machado , Éric Davis, Michael Murillo – Rolando Botello, Alberto Quintero, Edgar Bárcenas (87. Armando Cooper) – Gabriel Torres (74. Adalberto Carrasquilla), Rolando Blackburn (80. José Fajardo) Cheftrainer: Américo Gallego ( Argentinien) | Panama |
| Bermuda                                                                                               | 1:1 Cummings (44., Eigentor) | 0:1 Torres (31.) 1:2 Blackburn (45.) 1:3 Torres (66.) 1:4 Carrasquilla (90.+3') | Panama |
| Bermuda                                                                                               | Bascome (85.), Eve (90.+4') | Torres (36.), Murillo (79.) | Panama |
| 1. Spieltag                                                                                           | | |        |
| 5. September 2019 um 19:00 Uhr (6. September um 0:00 Uhr MESZ) in Hamilton (Bermuda National Stadium) | | |        |
| Schiedsrichter: Raúl Castro ( Honduras)                                                               | | |        |
| Spielbericht                                                                                          | | |        |

### Panama – Bermuda 0:2 (0:1)
| Panama | Panama | Bermuda | Bermuda |
| --- | --- | --- | ------- |
| Panama | \| 2. Spieltag \| \| 8. September 2019 um 20:00 Uhr (9. September um 3:00 Uhr MESZ) in Panama-Stadt (Estadio Rommel Fernández) \| \| Schiedsrichter: Nitzar Sandoval ( Nicaragua) \| \| Spielbericht \| | \| 2. Spieltag \| \| 8. September 2019 um 20:00 Uhr (9. September um 3:00 Uhr MESZ) in Panama-Stadt (Estadio Rommel Fernández) \| \| Schiedsrichter: Nitzar Sandoval ( Nicaragua) \| \| Spielbericht \|                                           | Bermuda |
| Panama | José Calderón – Michael Murillo, Hárold Cummings, Adolfo Machado – Éric Davis, Rolando Botello, Adalberto Carrasquilla (62. Armando Cooper), Edgar Bárcenas, Alberto Quintero (54. José Luis Rodríguez) – Rolando Blackburn (71. José Fajardo), Gabriel Torres Cheftrainer: Américo Gallego ( Argentinien) | Dale Eve – Roger Lee, Oliver Harvey (76. Calon Minors), Jaylon Bather, Dante Leverock , Justin Donawa – Donte Brangman, Zeiko Lewis, Tre Ming (60. Willie Clemons), Reggie Lambe – Nahki Wells (78. Cecoy Robinson) Cheftrainer: Kyle Lightbourne | Bermuda |
| Panama | 0:1 Wells (22.) 0:2 Wells (61.) | | Bermuda |
| Panama | Murillo (70.) | Harvey (14.), Lee (43.), Wells (45.+1'), Clemons (86.) | Bermuda |
| 2. Spieltag                                                                                               | | |         |
| 8. September 2019 um 20:00 Uhr (9. September um 3:00 Uhr MESZ) in Panama-Stadt (Estadio Rommel Fernández) | | |         |
| Schiedsrichter: Nitzar Sandoval ( Nicaragua)                                                              | | |         |
| Spielbericht                                                                                              | | |         |

### Bermuda – Mexiko 1:5 (0:2)
| Bermuda                                                                                             | Bermuda | Mexiko | Mexiko |
| --------------------------------------------------------------------------------------------------- | --- | --- | ------ |
| Bermuda                                                                                             | \| 3. Spieltag \| \| 11. Oktober 2019 um 22:00 Uhr (12. Oktober um 3:00 Uhr MESZ) in Hamilton (Bermuda National Stadium) \| \| Schiedsrichter: Henry Bejarano ( Costa Rica) \| \| Spielbericht \|                                                               | \| 3. Spieltag \| \| 11. Oktober 2019 um 22:00 Uhr (12. Oktober um 3:00 Uhr MESZ) in Hamilton (Bermuda National Stadium) \| \| Schiedsrichter: Henry Bejarano ( Costa Rica) \| \| Spielbericht \|                                                                                                | Mexiko |
| Bermuda                                                                                             | Dale Eve – Oliver Harvey (46. Calon Minors), Jaylon Bather, Dante Leverock , Lejaun Simmons – Donte Brangman, Zeiko Lewis (77. Justin Donawa) – Willie Clemons (59. Osagi Bascome), Milan Butterfield, Reggie Lambe – Nahki Wells Cheftrainer: Kyle Lightbourne | Rodolfo Cota, Jorge Sánchez, Carlos Salcedo, Néstor Araujo, Cristian Calderón, Carlos Rodríguez (77. José Iván Rodríguez), Héctor Herrera , Sebastián Córdova (63. Érick Aguirre), Uriel Antuna, José Juan Macías, Hirving Lozano (72. Diego Lainez) Cheftrainer: Gerardo Martino ( Argentinien) | Mexiko |
| Bermuda                                                                                             | 1:3 Wells (57.) | 0:1 Antuna (25.) 0:2 Macías (45.+2') 0:3 Macías (54.) 1:4 Lozano (60.) 1:5 Herrera (71.) | Mexiko |
| 3. Spieltag                                                                                         | | |        |
| 11. Oktober 2019 um 22:00 Uhr (12. Oktober um 3:00 Uhr MESZ) in Hamilton (Bermuda National Stadium) | | |        |
| Schiedsrichter: Henry Bejarano ( Costa Rica)                                                        | | |        |
| Spielbericht                                                                                        | | |        |

### Mexiko – Panama 3:1 (1:1)
| Mexiko                                                                                        | Mexiko | Panama | Panama |
| --------------------------------------------------------------------------------------------- | --- | --- | ------ |
| Mexiko                                                                                        | \| 4. Spieltag \| \| 15. Oktober 2019 um 20:30 Uhr (16. Oktober um 3:30 Uhr MESZ) in Mexiko-Stadt (Aztekenstadion) \| \| Schiedsrichter: Iván Barton ( El Salvador) \| \| Spielbericht \| | \| 4. Spieltag \| \| 15. Oktober 2019 um 20:30 Uhr (16. Oktober um 3:30 Uhr MESZ) in Mexiko-Stadt (Aztekenstadion) \| \| Schiedsrichter: Iván Barton ( El Salvador) \| \| Spielbericht \| | Panama |
| Mexiko                                                                                        | Raúl Gudiño – Alan Mozo, Carlos Salcedo, Néstor Araujo, Cristian Calderón – Carlos Rodríguez, Héctor Herrera , Érick Aguirre (62. Sebastián Córdova) – Roberto Alvarado (89. Uriel Antuna), Hirving Lozano (66. José Juan Macías), Rodolfo Pizarro Cheftrainer: Gerardo Martino ( Argentinien) | Luis Mejía – Francisco Palacios, Román Torres , Fidel Escobar, Azmahar Ariano (80. Alfredo Stephens) – Aníbal Godoy, Rolando Botello (46. Abdiel Ayarza), Adalberto Carrasquilla (66. César Blackman) – Edgar Bárcenas, Gabriel Torres, José Luis Rodríguez Cheftrainer: Américo Gallego ( Argentinien) | Panama |
| Mexiko                                                                                        | 1:0 Alvarado (28.) 2:1 Macías (75.) 3:1 Pizarro (90.+2') | 1:1 Salcedo (42., Eigentor) | Panama |
| Mexiko                                                                                        | Palacios (8.), Ayarza (61.), Godoy (82.) | | Panama |
| 4. Spieltag                                                                                   | | |        |
| 15. Oktober 2019 um 20:30 Uhr (16. Oktober um 3:30 Uhr MESZ) in Mexiko-Stadt (Aztekenstadion) | | |        |
| Schiedsrichter: Iván Barton ( El Salvador)                                                    | | |        |
| Spielbericht                                                                                  | | |        |

### Panama – Mexiko 0:3 (0:1)
| Panama                                                                                                   | Panama | Mexiko | Mexiko |
| --- | --- | --- | ------ |
| Panama                                                                                                   | \| 5. Spieltag \| \| 15. November 2019 um 21:00 Uhr (16. November um 3:00 Uhr MEZ) in Panama-Stadt (Estadio Rommel Fernández) \| \| Schiedsrichter: Ricardo Montero ( Costa Rica) \| \| Spielbericht \|                                                                                             | \| 5. Spieltag \| \| 15. November 2019 um 21:00 Uhr (16. November um 3:00 Uhr MEZ) in Panama-Stadt (Estadio Rommel Fernández) \| \| Schiedsrichter: Ricardo Montero ( Costa Rica) \| \| Spielbericht \|                                                                                     | Mexiko |
| Panama                                                                                                   | José Calderón – Francisco Palacios, Román Torres , Adolfo Machado, Azmahar Ariano, Alberto Quintero (67. Abdiel Arroyo), Abdiel Ayarza (75. Armando Cooper), Fidel Escobar, José Luis Rodríguez (59. Cecilio Waterman) – Gabriel Torres, Edgar Bárcenas Cheftrainer: Américo Gallego ( Argentinien) | Guillermo Ochoa – Luis Rodríguez, César Montes, Héctor Moreno, Jesús Gallardo, Edson Álvarez, Erick Gutiérrez, Carlos Rodríguez, Roberto Alvarado (70. Uriel Antuna), Rodolfo Pizarro (78. Orbelín Pineda), Raúl Jiménez (88. José Juan Macías) Cheftrainer: Gerardo Martino ( Argentinien) | Mexiko |
| Panama                                                                                                   | 0:1 Jiménez (8.) 0:2 Álvarez (70.) 0:3 Jiménez (85., Elfmeter) | | Mexiko |
| Panama                                                                                                   | Torres (40.), Ayarza (49.), Ariano (84.), Cooper (88.) | Jiménez (37.) | Mexiko |
| 5. Spieltag                                                                                              | | |        |
| 15. November 2019 um 21:00 Uhr (16. November um 3:00 Uhr MEZ) in Panama-Stadt (Estadio Rommel Fernández) | | |        |
| Schiedsrichter: Ricardo Montero ( Costa Rica)                                                            | | |        |
| Spielbericht                                                                                             | | |        |

### Mexiko – Bermuda 2:1 (1:1)
| Mexiko                                                                                                  | Mexiko | Bermuda | Bermuda |
| --- | --- | --- | ------- |
| Mexiko                                                                                                  | \| 6. Spieltag \| \| 19. November 2019 um 20:30 Uhr (20. November um 3:30 Uhr MEZ) in Toluca de Lerdo (Estadio Nemesio Díez) \| \| Schiedsrichter: Ismael Cornejo ( El Salvador) \| \| Spielbericht \|                                                                                     | \| 6. Spieltag \| \| 19. November 2019 um 20:30 Uhr (20. November um 3:30 Uhr MEZ) in Toluca de Lerdo (Estadio Nemesio Díez) \| \| Schiedsrichter: Ismael Cornejo ( El Salvador) \| \| Spielbericht \|                                                           | Bermuda |
| Mexiko                                                                                                  | Hugo González – Jorge Sánchez, Edson Álvarez, Héctor Moreno , Cristian Calderón – Érick Aguirre (62. Rodolfo Pizarro), Luis Romo, Sebastián Córdova – Uriel Antuna, José Juan Macías (72. Raúl Jiménez), Orbelín Pineda (62. Roberto Alvarado) Cheftrainer: Gerardo Martino ( Argentinien) | Dale Eve – Jaylon Bather, Dante Leverock , Roger Lee, Justin Donawa (81. Lejaun Simmons), Eusebio Blankendal – Donte Brangman, Reggie Lambe, Zeiko Lewis (72. Milan Butterfield), Osagi Bascome (65. Willie Clemons) – Nahki Wells Cheftrainer: Kyle Lightbourne | Bermuda |
| Mexiko                                                                                                  | 1:1 Córdova (27.) 2:1 Antuna (90.+2') | 0:1 Leverock (10.) | Bermuda |
| Mexiko                                                                                                  | Wells (40.), Bascome (65.), Lambe (90.+5') | | Bermuda |
| 6. Spieltag                                                                                             | | |         |
| 19. November 2019 um 20:30 Uhr (20. November um 3:30 Uhr MEZ) in Toluca de Lerdo (Estadio Nemesio Díez) | | |         |
| Schiedsrichter: Ismael Cornejo ( El Salvador)                                                           | | |         |
| Spielbericht                                                                                            | | |         |

## Gruppe 3
| Pl. | Land                | Sp. | S | U | N | Tore    | Diff. | Punkte |
| --- | ------------------- | --- | - | - | - | ------- | ----- | ------ |
| 1.  | Honduras            | 4   | 3 | 1 | 0 | 008:100 | +7    | 10     |
| 2.  | Martinique          | 4   | 0 | 3 | 1 | 004:500 | −1    | 03     |
| 3.  | Trinidad und Tobago | 4   | 0 | 2 | 2 | 003:900 | −6    | 02     |

### Martinique – Trinidad und Tobago 1:1 (1:0)
| Martinique                                                                                             | Martinique | Trinidad und Tobago | Trinidad und Tobago |
| --- | --- | --- | ------------------- |
| Martinique                                                                                             | \| 1. Spieltag \| \| 6. September 2019 um 18:00 Uhr (7. September um 0:00 Uhr MESZ) in Fort-de-France (Stade Pierre Aliker) \| \| Schiedsrichter: José Kellys ( Panama) \| \| Spielbericht \|                                                                                           | \| 1. Spieltag \| \| 6. September 2019 um 18:00 Uhr (7. September um 0:00 Uhr MESZ) in Fort-de-France (Stade Pierre Aliker) \| \| Schiedsrichter: José Kellys ( Panama) \| \| Spielbericht \|                                                         | Trinidad und Tobago |
| Martinique                                                                                             | Loïc Chauvet – Yordan Thimon, Ambroise Félicitet, Yann Thimon (78. René-Charles Montabord), Sébastien Crétinoir – Cyril Mandouki (79. Karl Vitulin), Daniel Hérelle, Stéphane Abaul, Romario Barthéléry – Johnny Marajo, Julio Donisa (85. Thierry Catherine) Cheftrainer: Mario Bocaly | Marvin Phillip – Sheldon Bateau , Aubrey David, Daneil Cyrus, Ross Russell (71. Alvin Jones) – Joevin Jones (71. Levi García), Kevin Molino, Kevan George, Leston Paul – Marcus Joseph, Ryan Telfer (77. Jomal Williams) Cheftrainer: Dennis Lawrence | Trinidad und Tobago |
| Martinique                                                                                             | 1:0 Mandouki (40.) | 1:1 Jones (66., Elfmeter) | Trinidad und Tobago |
| Martinique                                                                                             | Yo. Thimon (11.) | Russell (57.), Paul (68.) | Trinidad und Tobago |
| 1. Spieltag                                                                                            | | |                     |
| 6. September 2019 um 18:00 Uhr (7. September um 0:00 Uhr MESZ) in Fort-de-France (Stade Pierre Aliker) | | |                     |
| Schiedsrichter: José Kellys ( Panama)                                                                  | | |                     |
| Spielbericht                                                                                           | | |                     |

### Trinidad und Tobago – Martinique 2:2 (1:0)
| Trinidad und Tobago                                                                                        | Trinidad und Tobago | Martinique | Martinique |
| --- | --- | --- | ---------- |
| Trinidad und Tobago                                                                                        | \| 2. Spieltag \| \| 9. September 2019 um 21:00 Uhr (10. September um 3:00 Uhr MESZ) in Port of Spain (Hasely Crawford Stadium) \| \| Schiedsrichter: Diego Montaño ( Mexiko) \| \| Spielbericht \|                            | \| 2. Spieltag \| \| 9. September 2019 um 21:00 Uhr (10. September um 3:00 Uhr MESZ) in Port of Spain (Hasely Crawford Stadium) \| \| Schiedsrichter: Diego Montaño ( Mexiko) \| \| Spielbericht \|                                                                   | Martinique |
| Trinidad und Tobago                                                                                        | Marvin Phillip – Aubrey David, Sheldon Bateau , Daneil Cyrus, Alvin Jones – Kevin Molino, Levi García (63. Joevin Jones), Kevan George, Leston Paul – Daniel Carr (82. Jameel Perry), Ryan Telfer Cheftrainer: Dennis Lawrence | Loïc Chauvet – Yordan Thimon, Jordy Delem, Sébastien Crétinoir , Karl Vitulin – Daniel Hérelle, Stéphane Abaul, Romario Barthéléry (24. Thierry Catherine), Christof Jougon – Johnny Marajo (71. Andy César), Julio Donisa (59. Andy Marny) Cheftrainer: Mario Bocaly | Martinique |
| Trinidad und Tobago                                                                                        | 1:0 Molino (17.) 2:0 Telfer (46.) | 2:1 Carr (60.) 2:2 Delem (80.) | Martinique |
| Trinidad und Tobago                                                                                        | A. Jones (45.+2'), Bateau (90.+1') | Jougon (51.), Abaul (90.+1') | Martinique |
| 2. Spieltag                                                                                                | | |            |
| 9. September 2019 um 21:00 Uhr (10. September um 3:00 Uhr MESZ) in Port of Spain (Hasely Crawford Stadium) | | |            |
| Schiedsrichter: Diego Montaño ( Mexiko)                                                                    | | |            |
| Spielbericht                                                                                               | | |            |

### Trinidad und Tobago – Honduras 0:2 (0:0)
| Trinidad und Tobago                                                                                     | Trinidad und Tobago | Honduras | Honduras |
| --- | --- | --- | -------- |
| Trinidad und Tobago                                                                                     | \| 3. Spieltag \| \| 10. Oktober 2019 um 19:00 Uhr (11. Oktober um 1:00 Uhr MESZ) in Port of Spain (Hasely Crawford Stadium) \| \| Schiedsrichter: Mario Escobar ( Guatemala) \| \| Spielbericht \|                                                         | \| 3. Spieltag \| \| 10. Oktober 2019 um 19:00 Uhr (11. Oktober um 1:00 Uhr MESZ) in Port of Spain (Hasely Crawford Stadium) \| \| Schiedsrichter: Mario Escobar ( Guatemala) \| \| Spielbericht \|                                                                          | Honduras |
| Trinidad und Tobago                                                                                     | Marvin Phillip – Sheldon Bateau, Daneil Cyrus, Mekeil Williams, Alvin Jones – Khaleem Hyland , Kevin Molino, Levi García, Leston Paul (74. Ataullah Guerra) – Daniel Carr (63. Akeem García), Ryan Telfer (88. Duane Muckette) Cheftrainer: Dennis Lawrence | Luis López – Félix Crisanto, Maynor Figueroa , Henry Figueroa, Éver Alvarado – Carlos Pineda, Alexander López (76. Jorge Álvarez), Jonathan Toro – Bryan Róchez (68. Rigoberto Rivas), Brayan Moya (82. Douglas Martínez), Alberth Elis Cheftrainer: Fabián Coito ( Uruguay) | Honduras |
| Trinidad und Tobago                                                                                     | 0:1 Moya (52.) 0:2 Martínez (90.) | | Honduras |
| Trinidad und Tobago                                                                                     | Paul (45.), L. García (47.), Molino (72.), Hyland (73.), Phillip (87.), Jones (87.) | M. Figueroa (43.) | Honduras |
| Trinidad und Tobago                                                                                     | L. García (72.) | | Honduras |
| Trinidad und Tobago                                                                                     | Williams (90.+2') | | Honduras |
| 3. Spieltag                                                                                             | | |          |
| 10. Oktober 2019 um 19:00 Uhr (11. Oktober um 1:00 Uhr MESZ) in Port of Spain (Hasely Crawford Stadium) | | |          |
| Schiedsrichter: Mario Escobar ( Guatemala)                                                              | | |          |
| Spielbericht                                                                                            | | |          |

### Honduras – Martinique 1:0 (1:0)
| Honduras | Honduras | Martinique | Martinique |
| --- | --- | --- | ---------- |
| Honduras | \| 4. Spieltag \| \| 13. Oktober 2019 um 20:00 Uhr (14. Oktober um 4:00 Uhr MESZ) in San Pedro Sula (Estadio Olímpico Metropolitano) \| \| Schiedsrichter: Adonai Escobedo ( Mexiko) \| \| Spielbericht \|                                                                    | \| 4. Spieltag \| \| 13. Oktober 2019 um 20:00 Uhr (14. Oktober um 4:00 Uhr MESZ) in San Pedro Sula (Estadio Olímpico Metropolitano) \| \| Schiedsrichter: Adonai Escobedo ( Mexiko) \| \| Spielbericht \|                                                              | Martinique |
| Honduras | Luis López – Félix Crisanto, Maynor Figueroa , Emilio Izaguirre, Denil Maldonado – Carlos Pineda, Rigoberto Rivas, Jorge Álvarez (75. Bryan Acosta) – Alberth Elis, Brayan Moya (79. Douglas Martínez), Bryan Róchez (46. Jonathan Toro) Cheftrainer: Fabián Coito ( Uruguay) | Arnaud Huygues – Jordy Delem, Yann Thimon (66. Johnny Marajo), Samuel Camille, Sébastien Crétinoir – Romario Barthéléry (70. Christof Jougon), Stéphane Abaul, Daniel Hérelle – Julio Donisa (57. Karl Vitulin), Kévin Fortuné, Mickaël Biron Cheftrainer: Mario Bocaly | Martinique |
| Honduras | 1:0 Barthéléry (4., Eigentor) | | Martinique |
| Honduras | Maldonado (45.+1') | Camille (70.), Hérelle (90.) | Martinique |
| 4. Spieltag | | |            |
| 13. Oktober 2019 um 20:00 Uhr (14. Oktober um 4:00 Uhr MESZ) in San Pedro Sula (Estadio Olímpico Metropolitano) | | |            |
| Schiedsrichter: Adonai Escobedo ( Mexiko)                                                                       | | |            |
| Spielbericht | | |            |

### Martinique – Honduras 1:1 (1:0)
| Martinique                                                                                            | Martinique | Honduras | Honduras |
| --- | --- | --- | -------- |
| Martinique                                                                                            | \| 5. Spieltag \| \| 14. November 2019 um 21:00 Uhr (15. November um 2:00 Uhr MEZ) in Fort-de-France (Stade Pierre Aliker) \| \| Schiedsrichter: Ted Unkel ( Vereinigte Staaten) \| \| Spielbericht \|                                                                     | \| 5. Spieltag \| \| 14. November 2019 um 21:00 Uhr (15. November um 2:00 Uhr MEZ) in Fort-de-France (Stade Pierre Aliker) \| \| Schiedsrichter: Ted Unkel ( Vereinigte Staaten) \| \| Spielbericht \|                                                                                          | Honduras |
| Martinique                                                                                            | Loïc Chauvet – Karl Vitulin, Jordy Delem, Sébastien Crétinoir , Samuel Camille – Emmanuel Rivière (52. Christof Jougon), Stéphane Abaul, Cyril Mandouki, Daniel Hérelle – Johnny Marajo (25. Yann Thimon), Kévin Fortuné (87. Thierry Catherine) Cheftrainer: Mario Bocaly | Harold Fonseca – Danilo Tobías, Maynor Figueroa , Marcelo Pereira, Emilio Izaguirre – Edwin Rodríguez, Bryan Acosta, Rigoberto Rivas, Edwin Solano (73. Héctor Castellanos) – Douglas Martínez (46. Darixon Vuelto), Juan Ramón Mejía (76. Jorge Benguché) Cheftrainer: Fabián Coito ( Uruguay) | Honduras |
| Martinique                                                                                            | 1:0 Rivière (6.) | 1:1 Mejía (65.) | Honduras |
| Martinique                                                                                            | Rivière (34.) | Rivas (58.) | Honduras |
| 5. Spieltag                                                                                           | | |          |
| 14. November 2019 um 21:00 Uhr (15. November um 2:00 Uhr MEZ) in Fort-de-France (Stade Pierre Aliker) | | |          |
| Schiedsrichter: Ted Unkel ( Vereinigte Staaten)                                                       | | |          |
| Spielbericht                                                                                          | | |          |

### Honduras – Trinidad und Tobago 4:0 (3:0)
| Honduras | Honduras | Trinidad und Tobago | Trinidad und Tobago |
| --- | --- | --- | ------------------- |
| Honduras | \| 6. Spieltag \| \| 17. November 2019 um 19:00 Uhr (18. November um 2:00 Uhr MEZ) in San Pedro Sula (Estadio Olímpico Metropolitano) \| \| Schiedsrichter: Joel Aguilar ( El Salvador) \| \| Spielbericht \|                                                                       | \| 6. Spieltag \| \| 17. November 2019 um 19:00 Uhr (18. November um 2:00 Uhr MEZ) in San Pedro Sula (Estadio Olímpico Metropolitano) \| \| Schiedsrichter: Joel Aguilar ( El Salvador) \| \| Spielbericht \|                                                       | Trinidad und Tobago |
| Honduras | Luis López – Félix Crisanto, Denil Maldonado, Maynor Figueroa , Éver Alvarado – Carlos Pineda, Alexander López, Brayan Moya (86. Edwin Rodríguez), Jonathan Toro (78. Rigoberto Rivas) – Alberth Elis, Rubilio Castillo (85. Juan Ramón Mejía) Cheftrainer: Fabián Coito ( Uruguay) | Marvin Phillip – Aikim Andrews, Sheldon Bateau , Aubrey David, Ross Russell (56. Carlyle Mitchell, 70. Daneil Cyrus) – Jomal Williams (75. Jomoul Francois), Aaron Lester, Ataullah Guerra, Kevon Goddard – Ryan Telfer, Marcus Joseph Cheftrainer: Dennis Lawrence | Trinidad und Tobago |
| Honduras | 1:0 Toro (5.) 2:0 Moya (20.) 3:0 Elis (45.+1', Elfmeter) 4:0 Elis (53.) | | Trinidad und Tobago |
| Honduras | Francois (84.) | | Trinidad und Tobago |
| 6. Spieltag | | |                     |
| 17. November 2019 um 19:00 Uhr (18. November um 2:00 Uhr MEZ) in San Pedro Sula (Estadio Olímpico Metropolitano) | | |                     |
| Schiedsrichter: Joel Aguilar ( El Salvador)                                                                      | | |                     |
| Spielbericht | | |                     |

## Gruppe 4
| Pl. | Land       | Sp. | S | U | N | Tore    | Diff. | Punkte |
| --- | ---------- | --- | - | - | - | ------- | ----- | ------ |
| 1.  | Costa Rica | 4   | 1 | 3 | 0 | 004:300 | +1    | 06     |
| 2.  | Curaçao    | 4   | 1 | 2 | 1 | 003:300 | ±0    | 05     |
| 3.  | Haiti      | 4   | 0 | 3 | 1 | 003:400 | −1    | 03     |

### Curaçao – Haiti 1:0 (0:0)
| Curaçao                                                                                             | Curaçao | Haiti | Haiti |
| --------------------------------------------------------------------------------------------------- | --- | --- | ----- |
| Curaçao                                                                                             | \| 1. Spieltag \| \| 7. September 2019 um 18:00 Uhr (8. September um 0:00 Uhr MESZ) in Willemstad (Stadion Ergilio Hato) \| \| Schiedsrichter: Keylor Herrera ( Costa Rica) \| \| Spielbericht \|                                                                | \| 1. Spieltag \| \| 7. September 2019 um 18:00 Uhr (8. September um 0:00 Uhr MESZ) in Willemstad (Stadion Ergilio Hato) \| \| Schiedsrichter: Keylor Herrera ( Costa Rica) \| \| Spielbericht \|                                                                                              | Haiti |
| Curaçao                                                                                             | Eloy Room – Shermar Martina, Darryl Lachman, Juriën Gaari – Jeremy de Nooijer, Juninho Bacuna (78. Roly Bonevacia), Leandro Bacuna , Brandley Kuwas – Rangelo Janga (86. Jafar Arias), Gevaro Nepomuceno, Elson Hooi Cheftrainer: Remko Bicentini ( Niederlande) | Johny Placide – Stéphane Lambèse, Ricardo Adé, Jems Geffrard, Alex Junior Christian – Derrick Etienne (78. Christiano François), Kevin Lafrance, Steeven Saba, Bryan Alceus (78. Zachary Herivaux) – Hervé Bazile (68. Duckens Nazon), Frantzdy Pierrot Cheftrainer: Marc Collat ( Frankreich) | Haiti |
| Curaçao                                                                                             | 1:0 Hooi (70.) | | Haiti |
| Curaçao                                                                                             | Lambèse (37.) | | Haiti |
| 1. Spieltag                                                                                         | | |       |
| 7. September 2019 um 18:00 Uhr (8. September um 0:00 Uhr MESZ) in Willemstad (Stadion Ergilio Hato) | | |       |
| Schiedsrichter: Keylor Herrera ( Costa Rica)                                                        | | |       |
| Spielbericht                                                                                        | | |       |

### Haiti – Curaçao 1:1 (1:1)
| Haiti                                                                                                   | Haiti | Curaçao | Curaçao |
| --- | --- | --- | ------- |
| Haiti                                                                                                   | \| 2. Spieltag \| \| 10. September 2019 um 18:00 Uhr (11. September um 0:00 Uhr MESZ) in Port-au-Prince (Stade Sylvio Cator) \| \| Schiedsrichter: Walter López ( Guatemala) \| \| Spielbericht \|                                                                                                  | \| 2. Spieltag \| \| 10. September 2019 um 18:00 Uhr (11. September um 0:00 Uhr MESZ) in Port-au-Prince (Stade Sylvio Cator) \| \| Schiedsrichter: Walter López ( Guatemala) \| \| Spielbericht \|                                                               | Curaçao |
| Haiti                                                                                                   | Johny Placide – Stéphane Lambèse (8. Djimy Alexis), Ricardo Adé, Jems Geffrard, Alex Junior Christian – Zachary Herivaux, Steeven Saba, Christiano François (71. Derrick Etienne), Frantzdy Pierrot – Duckens Nazon (52. Andrew Jean-Baptiste), Hervé Bazile Cheftrainer: Marc Collat ( Frankreich) | Eloy Room – Shermar Martina (46. Roly Bonevacia), Darryl Lachman, Juriën Gaari, Jeremy de Nooijer – Juninho Bacuna, Leandro Bacuna , Brandley Kuwas (84. Kenji Gorré), Gevaro Nepomuceno – Rangelo Janga, Elson Hooi Cheftrainer: Remko Bicentini ( Niederlande) | Curaçao |
| Haiti                                                                                                   | 1:0 Pierrot (15.) | 1:1 Hooi (41.) | Curaçao |
| Haiti                                                                                                   | Alexis (30.), Herivaux (61.) | de Nooijer (59.) | Curaçao |
| Haiti                                                                                                   | Adé (47.) | | Curaçao |
| 2. Spieltag                                                                                             | | |         |
| 10. September 2019 um 18:00 Uhr (11. September um 0:00 Uhr MESZ) in Port-au-Prince (Stade Sylvio Cator) | | |         |
| Schiedsrichter: Walter López ( Guatemala)                                                               | | |         |
| Spielbericht                                                                                            | | |         |

### Haiti – Costa Rica 1:1 (0:0)
| Haiti | Haiti | Costa Rica | Costa Rica |
| --- | --- | --- | ---------- |
| Haiti | \| 3. Spieltag \| \| 10. Oktober 2019 um 21:00 Uhr (11. Oktober um 3:00 Uhr MESZ) in Nassau (Thomas A. Robinson National Stadium) \| \| Schiedsrichter: Drew Fischer ( Kanada) \| \| Spielbericht \|                                                                     | \| 3. Spieltag \| \| 10. Oktober 2019 um 21:00 Uhr (11. Oktober um 3:00 Uhr MESZ) in Nassau (Thomas A. Robinson National Stadium) \| \| Schiedsrichter: Drew Fischer ( Kanada) \| \| Spielbericht \|                                                                  | Costa Rica |
| Haiti | Johny Placide – Carlens Arcus, Alex Junior Christian (76. Derrick Etienne), Jems Geffrard, Kevin Lafrance – Soni Mustivar, Bryan Alceus, Frantzdy Pierrot, Wilde-Donald Guerrier – Jonel Désiré (60. Duckens Nazon), Hervé Bazile Cheftrainer: Marc Collat ( Frankreich) | Keylor Navas – Ricardo Blanco, Óscar Duarte, Kendall Waston, Bryan Oviedo – Celso Borges, Allan Cruz, Randall Leal (69. Ariel Lassiter), Joel Campbell (74. Giancarlo González) – José Guillermo Ortiz, Jonathan Moya (46. Dylan Flores) Cheftrainer: Rónald González | Costa Rica |
| Haiti | 1:1 Pierrot (82.) | 0:1 Ortiz (53.) | Costa Rica |
| Haiti | Alceus (90.+3') | Blanco (64.) | Costa Rica |
| 3. Spieltag                                                                                                  | | |            |
| 10. Oktober 2019 um 21:00 Uhr (11. Oktober um 3:00 Uhr MESZ) in Nassau (Thomas A. Robinson National Stadium) | | |            |
| Schiedsrichter: Drew Fischer ( Kanada)                                                                       | | |            |
| Spielbericht                                                                                                 | | |            |

### Costa Rica – Curaçao 0:0
| Costa Rica                                                                                               | Costa Rica | Curaçao | Curaçao |
| --- | --- | --- | ------- |
| Costa Rica                                                                                               | \| 4. Spieltag \| \| 13. Oktober 2019 um 18:00 Uhr (14. Oktober um 2:00 Uhr MESZ) in Alajuela (Estadio Alejandro Morera Soto) \| \| Schiedsrichter: Armando Villarreal ( Vereinigte Staaten) \| \| Spielbericht \|                                                | \| 4. Spieltag \| \| 13. Oktober 2019 um 18:00 Uhr (14. Oktober um 2:00 Uhr MESZ) in Alajuela (Estadio Alejandro Morera Soto) \| \| Schiedsrichter: Armando Villarreal ( Vereinigte Staaten) \| \| Spielbericht \|                                                | Curaçao |
| Costa Rica                                                                                               | Keylor Navas – Ricardo Blanco, Óscar Duarte, Kendall Waston, Rónald Matarrita – Celso Borges, Allan Cruz (46. Luis Díaz), Dylan Flores (73. Jonathan Moya), Ariel Lassiter (63. Joel Campbell) – José Guillermo Ortiz, Johan Venegas Cheftrainer: Rónald González | Eloy Room – Juriën Gaari, Shermar Martina, Jeremy de Nooijer, Kenji Gorré (75. Gino van Kessel) – Juninho Bacuna, Leandro Bacuna , Brandley Kuwas (56. Roly Bonevacia), Elson Hooi – Rangelo Janga, Gevaro Nepomuceno Cheftrainer: Remko Bicentini ( Niederlande) | Curaçao |
| Costa Rica                                                                                               | Borges (70.) | Nepomuceno (34.), J. Bacuna (35.), Gorré (68.) | Curaçao |
| 4. Spieltag                                                                                              | | |         |
| 13. Oktober 2019 um 18:00 Uhr (14. Oktober um 2:00 Uhr MESZ) in Alajuela (Estadio Alejandro Morera Soto) | | |         |
| Schiedsrichter: Armando Villarreal ( Vereinigte Staaten)                                                 | | |         |
| Spielbericht                                                                                             | | |         |

### Curaçao – Costa Rica 1:2 (1:1)
| Curaçao                                                                                            | Curaçao | Costa Rica | Costa Rica |
| -------------------------------------------------------------------------------------------------- | --- | --- | ---------- |
| Curaçao                                                                                            | \| 5. Spieltag \| \| 14. November 2019 um 19:30 Uhr (15. November um 0:30 Uhr MEZ) in Willemstad (Stadion Ergilio Hato) \| \| Schiedsrichter: Marco Ortíz ( Mexiko) \| \| Spielbericht \|                                                                               | \| 5. Spieltag \| \| 14. November 2019 um 19:30 Uhr (15. November um 0:30 Uhr MEZ) in Willemstad (Stadion Ergilio Hato) \| \| Schiedsrichter: Marco Ortíz ( Mexiko) \| \| Spielbericht \| | Costa Rica |
| Curaçao                                                                                            | Eloy Room – Juriën Gaari, Shermar Martina (67. Darryl Lachman), Jeremy de Nooijer, Roly Bonevacia (73. Charlison Benschop) – Juninho Bacuna, Leandro Bacuna , Brandley Kuwas, Elson Hooi – Rangelo Janga, Gevaro Nepomuceno Cheftrainer: Remko Bicentini ( Niederlande) | Esteban Alvarado Brown – Ricardo Blanco, Kendall Waston, Giancarlo González, Francisco Calvo – Celso Borges , Rónald Matarrita (73. José Miguel Cubero), Marvin Angulo (69. Keysher Fuller), Johan Venegas – Jonathan Moya (70. Randall Leal), José Guillermo Ortiz Cheftrainer: Rónald González | Costa Rica |
| Curaçao                                                                                            | 1:1 Janga (20.) | 0:1 Venegas (14., Elfmeter) 1:2 Calvo (83.) | Costa Rica |
| Curaçao                                                                                            | Blanco (53.), Waston (57.), Venegas (78.), Fuller (88.) | | Costa Rica |
| Curaçao                                                                                            | Blanco (64.) | | Costa Rica |
| 5. Spieltag                                                                                        | | |            |
| 14. November 2019 um 19:30 Uhr (15. November um 0:30 Uhr MEZ) in Willemstad (Stadion Ergilio Hato) | | |            |
| Schiedsrichter: Marco Ortíz ( Mexiko)                                                              | | |            |
| Spielbericht                                                                                       | | |            |

### Costa Rica – Haiti 1:1 (1:1)
| Costa Rica                                                                                                | Costa Rica | Haiti | Haiti |
| --- | --- | --- | ----- |
| Costa Rica                                                                                                | \| 6. Spieltag \| \| 17. November 2019 um 17:00 Uhr (18. November um 0:00 Uhr MEZ) in San José (Estadio Ricardo Saprissa Aymá) \| \| Schiedsrichter: Said Martínez ( Honduras) \| \| Spielbericht \|                                                                                           | \| 6. Spieltag \| \| 17. November 2019 um 17:00 Uhr (18. November um 0:00 Uhr MEZ) in San José (Estadio Ricardo Saprissa Aymá) \| \| Schiedsrichter: Said Martínez ( Honduras) \| \| Spielbericht \|                                                                                         | Haiti |
| Costa Rica                                                                                                | Esteban Alvarado Brown – Keysher Fuller, Kendall Waston, Giancarlo González, Francisco Calvo, Rónald Matarrita – Celso Borges , Dylan Flores (63. Marvin Angulo), Randall Leal (60. Jonathan Moya) – Johan Venegas (70. José Miguel Cubero), José Guillermo Ortiz Cheftrainer: Rónald González | Johny Placide – Carlens Arcus, Ricardo Adé, Alex Junior Christian (81. Jonel Désiré), Jems Geffrard – Stéphane Lambèse, Soni Mustivar (64. Steeven Saba), Wilde-Donald Guerrier, Frantzdy Pierrot – Bryan Alceus (90. Derrick Etienne), Duckens Nazon Cheftrainer: Marc Collat ( Frankreich) | Haiti |
| Costa Rica                                                                                                | 1:0 Calvo (27.) | 1:1 Nazon (38., Elfmeter) | Haiti |
| Costa Rica                                                                                                | González (57.) | Alceus (30.), Désiré (84.), Saba (90.+3') | Haiti |
| 6. Spieltag                                                                                               | | |       |
| 17. November 2019 um 17:00 Uhr (18. November um 0:00 Uhr MEZ) in San José (Estadio Ricardo Saprissa Aymá) | | |       |
| Schiedsrichter: Said Martínez ( Honduras)                                                                 | | |       |
| Spielbericht                                                                                              | | |       |

## Endrunde

### Halbfinale

#### Honduras – Vereinigte Staaten 0:1 (0:0)
| Honduras                                                                                    | Honduras | Vereinigte Staaten | Vereinigte Staaten | Aufstellung                                   |
| ------------------------------------------------------------------------------------------- | --- | --- | ------------------ | --------------------------------------------- |
| Honduras                                                                                    | \| 1. Halbfinale \| \| 3. Juni 2021 um 17:30 Uhr (4. Juni um 1:30 Uhr MESZ) in Denver (Empower Field at Mile High) \| \| Zuschauer: 34.451 \| \| Schiedsrichter: Oshane Nation ( Jamaika) \| \| Spielbericht \| | \| 1. Halbfinale \| \| 3. Juni 2021 um 17:30 Uhr (4. Juni um 1:30 Uhr MESZ) in Denver (Empower Field at Mile High) \| \| Zuschauer: 34.451 \| \| Schiedsrichter: Oshane Nation ( Jamaika) \| \| Spielbericht \| | Vereinigte Staaten | Aufstellung Honduras gegen Vereinigte Staaten |
| Honduras                                                                                    | Luis López – Diego Rodríguez (65. Éver Alvarado), Maynor Figueroa , Marcelo Pereira (74. Boniek García), Kevin Álvarez – Jonathan Toro (63. Edwin Rodríguez), Deybi Flores, Alexander López (64. Bryan Acosta), Rigoberto Rivas (74. Jhow Benavídez) – Anthony Lozano, Alberth Elis Cheftrainer: Fabián Coito ( Uruguay) | Zack Steffen – Sergiño Dest, John Brooks, Mark McKenzie, Antonee Robinson (78. Reggie Cannon) – Weston McKennie, Sebastian Lletget – Jackson Yueill (83. Kellyn Acosta), Giovanni Reyna (78. Brenden Aaronson), Christian Pulisic (90.+4' Matt Miazga) – Josh Sargent (78. Jordan Siebatcheu) Cheftrainer: Gregg Berhalter | Vereinigte Staaten | Aufstellung Honduras gegen Vereinigte Staaten |
| Honduras                                                                                    | 0:1 Siebatcheu (89.) | | Vereinigte Staaten | Aufstellung Honduras gegen Vereinigte Staaten |
| Honduras                                                                                    | D. Rodríguez (57.), Acosta (75.), Elis (90.+6') | Reyna (51.), McKenzie (84.), Adams (86.) | Vereinigte Staaten | Aufstellung Honduras gegen Vereinigte Staaten |
| 1. Halbfinale                                                                               | | |                    |                                               |
| 3. Juni 2021 um 17:30 Uhr (4. Juni um 1:30 Uhr MESZ) in Denver (Empower Field at Mile High) | | |                    |                                               |
| Zuschauer: 34.451                                                                           | | |                    |                                               |
| Schiedsrichter: Oshane Nation ( Jamaika)                                                    | | |                    |                                               |
| Spielbericht                                                                                | | |                    |                                               |

#### Mexiko – Costa Rica 0:0, 5:4 i.E.
| Mexiko                                                                                      | Mexiko | Costa Rica | Costa Rica | Aufstellung                         |
| ------------------------------------------------------------------------------------------- | --- | --- | ---------- | ----------------------------------- |
| Mexiko                                                                                      | \| 2. Halbfinale \| \| 3. Juni 2021 um 20:00 Uhr (4. Juni um 4:00 Uhr MESZ) in Denver (Empower Field at Mile High) \| \| Zuschauer: 34.451 \| \| Schiedsrichter: Bryan López ( Guatemala) \| \| Spielbericht \| | \| 2. Halbfinale \| \| 3. Juni 2021 um 20:00 Uhr (4. Juni um 4:00 Uhr MESZ) in Denver (Empower Field at Mile High) \| \| Zuschauer: 34.451 \| \| Schiedsrichter: Bryan López ( Guatemala) \| \| Spielbericht \|                                                                                              | Costa Rica | Aufstellung Mexiko gegen Costa Rica |
| Mexiko                                                                                      | Guillermo Ochoa – Néstor Araujo, Edson Álvarez, Héctor Moreno – Uriel Antuna, Héctor Herrera (78. Orbelín Pineda), Andrés Guardado (58. Luis Romo), Gerardo Arteaga (68. Jesús Gallardo) – Diego Lainez (58. Luis Rodríguez), Henry Martín (58. Alan Pulido), Hirving Lozano Cheftrainer: Gerardo Martino ( Argentinien) | Leonel Moreira – Keysher Fuller, Óscar Duarte, Francisco Calvo, Bryan Oviedo – Bryan Ruiz (62. Allan Cruz), Yeltsin Tejeda, Celso Borges (82. Bernald Alfaro) – Alonso Martínez (62. Ariel Lassiter), Joel Campbell (85. Johan Venegas), Randall Leal (85. Jurguens Montenegro) Cheftrainer: Rónald González | Costa Rica | Aufstellung Mexiko gegen Costa Rica |
| Mexiko                                                                                      | Elfmeterschießen | | Costa Rica | Aufstellung Mexiko gegen Costa Rica |
| Mexiko                                                                                      | Antuna schießt neben das Tor 1:1 Lozano 2:1 Pineda 3:2 Pulido 4:3 Romo 5:4 Gallardo | 0:1 Venegas Duarte schießt neben das Tor 2:2 Alfaro 3:3 Lassiter 4:4 Calvo Ochoa hält gegen Cruz | Costa Rica | Aufstellung Mexiko gegen Costa Rica |
| Mexiko                                                                                      | Álvarez (84.), Antuna (90.), Moreno (90.+3') | Calvo (21.), Martínez (54.), Cruz (90.) | Costa Rica | Aufstellung Mexiko gegen Costa Rica |
| 2. Halbfinale                                                                               | | |            |                                     |
| 3. Juni 2021 um 20:00 Uhr (4. Juni um 4:00 Uhr MESZ) in Denver (Empower Field at Mile High) | | |            |                                     |
| Zuschauer: 34.451                                                                           | | |            |                                     |
| Schiedsrichter: Bryan López ( Guatemala)                                                    | | |            |                                     |
| Spielbericht                                                                                | | |            |                                     |

### Spiel um Platz 3

#### Honduras – Costa Rica 2:2 (0:1), 5:4 i.E.
| Honduras                                                                                    | Honduras | Costa Rica | Costa Rica | Aufstellung                           |
| ------------------------------------------------------------------------------------------- | --- | --- | ---------- | ------------------------------------- |
| Honduras                                                                                    | \| Spiel um Platz 3 \| \| 6. Juni 2021 um 16:30 Uhr (7. Juni um 0:30 Uhr MESZ) in Denver (Empower Field at Mile High) \| \| Zuschauer: 37.648 \| \| Schiedsrichter: Reon Radix ( Grenada) \| \| Spielbericht \|                                                                                      | \| Spiel um Platz 3 \| \| 6. Juni 2021 um 16:30 Uhr (7. Juni um 0:30 Uhr MESZ) in Denver (Empower Field at Mile High) \| \| Zuschauer: 37.648 \| \| Schiedsrichter: Reon Radix ( Grenada) \| \| Spielbericht \|                                                                                     | Costa Rica | Aufstellung Honduras gegen Costa Rica |
| Honduras                                                                                    | Luis López – Kevin Álvarez, Marcelo Pereira, Maynor Figueroa , Diego Rodríguez (78. Éver Alvarado) – Rigoberto Rivas (46. Alexander López), Deybi Flores, Bryan Acosta, Edwin Rodríguez (78. Jonathan Toro) – Alberth Elis, Anthony Lozano (63. Jorge Benguché) Cheftrainer: Fabián Coito ( Uruguay) | Leonel Moreira – Keysher Fuller, Óscar Duarte, Francisco Calvo, Bryan Oviedo (49. Joseph Mora) – Bryan Ruiz (58. Johan Venegas), Yeltsin Tejeda, Celso Borges (58. Allan Cruz) – Alonso Martínez, Joel Campbell (72. Gerson Torres), Randall Leal (58. Ariel Lassiter) Cheftrainer: Rónald González | Costa Rica | Aufstellung Honduras gegen Costa Rica |
| Honduras                                                                                    | 1:1 E. Rodríguez (48.) 2:1 Elis (80.) | 0:1 Campbell (8.) 2:2 Calvo (85.) | Costa Rica | Aufstellung Honduras gegen Costa Rica |
| Honduras                                                                                    | Elfmeterschießen | | Costa Rica | Aufstellung Honduras gegen Costa Rica |
| Honduras                                                                                    | 1:1 A. López 2:2 Elis 3:2 Benguché Moreira hält gegen Toro 4:4 Acosta 5:4 Alvarado | 0:1 Venegas 1:2 Calvo L. López hält gegen Lassiter 3:3 Torres 3:4 Mora L. López hält gegen Tejeda | Costa Rica | Aufstellung Honduras gegen Costa Rica |
| Honduras                                                                                    | Álvarez (70.) | Martínez (76.) | Costa Rica | Aufstellung Honduras gegen Costa Rica |
| Spiel um Platz 3                                                                            | | |            |                                       |
| 6. Juni 2021 um 16:30 Uhr (7. Juni um 0:30 Uhr MESZ) in Denver (Empower Field at Mile High) | | |            |                                       |
| Zuschauer: 37.648                                                                           | | |            |                                       |
| Schiedsrichter: Reon Radix ( Grenada)                                                       | | |            |                                       |
| Spielbericht                                                                                | | |            |                                       |

### Finale

#### Vereinigte Staaten – Mexiko 3:2 n.V. (2:2, 1:1)
| Vereinigte Staaten                                                                          | Vereinigte Staaten | Mexiko | Mexiko | Aufstellung                                 |
| ------------------------------------------------------------------------------------------- | --- | --- | ------ | ------------------------------------------- |
| Vereinigte Staaten                                                                          | \| Finale \| \| 6. Juni 2021 um 19:00 Uhr (7. Juni um 3:00 Uhr MESZ) in Denver (Empower Field at Mile High) \| \| Zuschauer: 37.648 \| \| Schiedsrichter: John Pitti ( Panama) \| \| Spielbericht \| | \| Finale \| \| 6. Juni 2021 um 19:00 Uhr (7. Juni um 3:00 Uhr MESZ) in Denver (Empower Field at Mile High) \| \| Zuschauer: 37.648 \| \| Schiedsrichter: John Pitti ( Panama) \| \| Spielbericht \| | Mexiko | Aufstellung Vereinigte Staaten gegen Mexiko |
| Vereinigte Staaten                                                                          | Zack Steffen (69. Ethan Horvath) – Sergiño Dest (60. Timothy Weah), Mark McKenzie, John Brooks, DeAndre Yedlin (105.+1' Reggie Cannon) – Weston McKennie, Tim Ream (83. Sebastian Lletget), Kellyn Acosta – Giovanni Reyna (83. Tyler Adams), Josh Sargent (68. Jordan Siebatcheu), Christian Pulisic Cheftrainer: Gregg Berhalter | Guillermo Ochoa – Néstor Araujo, Edson Álvarez (118. Orbelín Pineda), Héctor Moreno (100. Carlos Salcedo) – Luis Rodríguez, Héctor Herrera (100. Andrés Guardado), Carlos Rodríguez (66. Luis Romo), Jesús Gallardo – Jesús Corona (66. Henry Martín), Uriel Antuna (78. Diego Lainez), Hirving Lozano Cheftrainer: Gerardo Martino ( Argentinien) | Mexiko | Aufstellung Vereinigte Staaten gegen Mexiko |
| Vereinigte Staaten                                                                          | 1:1 Reyna (27.) 2:2 McKennie (82.) 3:2 Pulisic (114.) | 0:1 Corona (2.) 1:2 Lainez (79.) | Mexiko | Aufstellung Vereinigte Staaten gegen Mexiko |
| Vereinigte Staaten                                                                          | Brooks (10.), Acosta (49.), McKenzie (86.), Yedlin (90.+4'), Pulisic (115.) | Herrera (90.+2'), Lozano (111.), Guardado (120.+11') | Mexiko | Aufstellung Vereinigte Staaten gegen Mexiko |
| Vereinigte Staaten                                                                          | Gerardo Martino (112.) | | Mexiko | Aufstellung Vereinigte Staaten gegen Mexiko |
| Finale                                                                                      | | |        |                                             |
| 6. Juni 2021 um 19:00 Uhr (7. Juni um 3:00 Uhr MESZ) in Denver (Empower Field at Mile High) | | |        |                                             |
| Zuschauer: 37.648                                                                           | | |        |                                             |
| Schiedsrichter: John Pitti ( Panama)                                                        | | |        |                                             |
| Spielbericht                                                                                | | |        |                                             |